# Anna Márton
Anna Márton, född 31 mars 1995, är en ungersk fäktare som tävlar i sabel.

## Karriär
Vid världsmästerskapen i fäktning 2023 i Milano tog Márton guld tillsammans med Sugár Katinka Battai, Liza Pusztai och Luca Szűcs i lagtävlingen i sabel.